# Somos el mundo 25 por Haiti
"Somos el mundo 25 por Haiti" é um canção de caridade gravado por vários artistas latinos unidos para arrecadar fundos para ajudar as vitimas do terremóto no Haiti. A canção, escrita pela cantora Gloria Estefan em parceria com seu marido Emilio Estefan, é uma releitura em espanhol da canção escrita por Michael Jackson e Lionel Richie, We Are the World, em 1985.
A canção foi lançada na mesma época da releitura We Are the World 25 for Haiti, também com intuito de arrecadar fundos para ajudar famílias no Haiti. Somos el Mundo foi gravada em 19 de fevereiro de 2010 e lançada oficialmente poucos dias depois, em 1 de março de 2010 durante o programa de televisão El Show de Cristina, da apresentadora Cristina Saralegui.

## Composição e desenvolvimento
Gloria Estefan e seu marido Emilio Estefan, junto e o cantor Quincy Jones e outros artistas, juntaram forças comovidos com o terremóto que havia acontecido no Haiti para arrecadar fundos para ajudar as famílias que tiveram suas casas destruidas. Em negociação à Universal Music, Gloria Estefan propos gravar uma versão em espanhol da canção We Are the World, que havia sido regravada também nos Estados Unidos com o título We Are the World 25 for Haiti, para arrecadar dinheiro para as vítimas do terremoto. A canção foi adaptada pela cantora e seu marido, sendo co-produtora e distribuidora pela Universion, uma das vertentes da Universal Music.
A versão foi gravada em 19 de fevereiro de 2010 no American Airlines Arena, em Miami, Estados Unidos. Olga Tañon gravou sua parte da canção anteriormente, separado do grupo de artistas, em 17 de fevereiro de 2010, por não poder comparecer à gravação original devido à compromissos assumidos antes, não querendo deixar de participar também da canção beneficente, onde foi designada para interpretar a estrofe corresponde à parte que Cyndi Lauper canta na versão original de 1985. Dentre os artistas que participaram da canção estão os Ricky Martin, Shakira, Thalía, Belinda, Pee Wee, dentre outros artistas latinos.

## Artistas pelo Haiti

### Condutores
- Emilio Estefan
- Gloria Estefan
- Quincy Jones

| (em ordem de aparição) - Juanes - Ricky Martin - José Feliciano - Vicente Fernández - Luis Enrique - Anthony Santos - Pee Wee - Belinda - José Luis Rodríguez - Banda El Recodo - Shakira - Thalía - Jenni Rivera - Tito El Bambino - Kany García - Luis Fonsi - Jon Secada - Willy Chirino - Lissette - Ana Bárbara - Gilberto Santa Rosa - Juan Luis Guerra - David Archuleta - Cristian Castro - Ednita Nazario - Paquita la del Barrio - Ricardo Montaner - Gloria Estefan - Luis Miguel - Chayanne - Olga Tañón - Natalia Jiménez - Paulina Rubio - Melina León - Pitbull (rap) - Taboo (rap) - Daddy Yankee (rap) | ShakiraThalíaBelinda Peregrin Schull - A.B. Quintanilla - Alacranes Musical - Alejandro Fernández - Aleks Syntek - Alexandra Cheron - Andy García - Angélica María - Angélica Vale - Arthur Hanlon - Carlos Santana - Christian Chávez - Cristina Saralegui - Diana Reyes - Eddy Herrera - Eiza González - Emily Estefan (apenas guitarra) - Enrique Iglesias - Fernando Villalona - Flex - Fonseca - Gloria Trevi - Jencarlos Canela - Johnny Pacheco - Jorge Celedón - Jorge Moreno - Jorge Villamizar - Joselyn - La Arrolladora Banda El Limón - Kat DeLuna - K-Paz de la Sierra - Lena Burke\|Lena - Lucero - Luz Rios - Marc Anthony - Miguel Bosé - Milly Quezada - Montez de Durango - Ojeda - Patricia Manterola - Rey Ruiz - Sergio Mayer - Wisin & Yandel |

## Faixas e formatos
iTunes download digital
1. "Somos El Mundo 25 Por Haiti" - 6:49

## Desempenho nas tabelas musicais
| Tabelas musicais (2010)              | Melhor posição |
| ------------------------------------ | -------------- |
| Espanha (PROMUSICAE)                 | 31             |
| EUA (Bubbling Under Hot 100 Singles) | 15             |

## Prêmios e indicações
| Ano  | Prêmio           | Categoria                                       | Resultado |
| ---- | ---------------- | ----------------------------------------------- | --------- |
| 2010 | Premios Juventud | La Combinacion Perfecta (A Combinação Perfeita) | Venceu    |